# مارین
مارین روستایی است از توابع بخش مرکزی شهرستان گچساران در استان کهگیلویه و بویراحمد ایران است.

## موقعیت
روستای مارین در ۳۶ کیلومتری شمال شهر گچساران و ۱۹۸ کیلومتری جنوب شرقی یاسوج، با مختصات جغرافیایی ۵۰ درجه و ۴۸ دقیقه طول شرقی و ۳۰ درجه و ۳۳ دقیقه عرض شمالی قرار دارد.
این روستا از شمال، به کوه دلی گنج و از شرق به کوه خامی و از جنوب غربی به کوه دیل محدود می‌شود. ارتفاع این روستا از سطح دریا ۱۰۸۰ متر است. آب و هوای مارین در فصول بهار و پاییز ملایم و مطبوع، در تابستان نسبتاً گرم و در زمستان سرد و خشک است. رودخانه شاه بهرام از شمال شرقی روستا عبور می‌کند؛ و این روستا به ماسوله جنوب شهرت دارد
دسترسی روستای مارین از طریق شهر گچساران با جاده‌ای آسفالت قابل دسترسی است.

## اهمیت تاریخی
روستای مارین یکی از روستاهای تاریخی ایران است. راه سلطنتی شوش به تخت جمشید و بیشاپور (در دوره هخامنشیان)، از ۷ کیلومتری این روستا عبور می‌کرده‌است. موقعیت سوق‌الجیشی روستای مارین، در دوره هخامنشیان، اشکانیان و ساسانیان سبب احداث قلعه‌های متعدد راهبانی در حوزه نفوذ آن شده‌است. 

## مردمشناسی
مردم روستای مارین بویراحمدی و پیرو مذهب شیعه جعفری هستند. مردم این روستا به گویش  خاصی لری صحبت می‌کنند(مردم دو روستای دیل و مارین به زبان لری بویراحمدی تکلم میکنند و الگوی معیشت و سکونت براساس نتایج سرشماری سال ۱۳۷۵، روستای مارین ۶۱۹ نفر جمعیت داشته‌است که در سال ۱۳۸۵، به ۵۴۹ نفر کاهش یافته‌است.
روستای مارین در شیب ملایم دره استقرار یافته‌است و بافت مسکونی متراکم دارد. واحدهای مسکونی در یک یا دو طبقه ساخته شده‌اند. سقف مسطح، ایوان، پنجره‌های کوچک و دیوارهای قطور، ویژگی مشترک خانه‌های روستا است. دیوارها معمولاً به وسیله کاهگل اندود شده‌اند. اکثر خانه‌های روستا، معمولاً رو به جنوب ساخته شده و در ساخت آن‌ها از سنگ، خشت، گل، آجر و تیرهای چوبی و در معماری جدیدتر از آهن و گچ یا سنگ و سیمان استفاده شده‌ است . کوچه‌های روستا، پهن و قابل دسترسی هستند، ولی به گونه ای نیستند که وسایط نقلیه به راحتی بتوانند در روستا تردد نمایند. خانه باغ‌های روستا، بر زیبایی فضای عمومی روستا افزوده‌است.

## اقتصاد
درآمد بیشتر مردم روستای مارین از طریق فعالیت‌های زراعی، دامداری، باغداری، صنایع دستی و امور خدماتی تأمین می‌شود. گروهی از مردم این روستا، به امور دامپروری سنتی از طریق رمه‌گردانی اشتغال دارند. آن‌ها از اوایل اردیبهشت ماه به مناطق ییلاقی کوچ می‌کنند و در شهریور ماه به قشلاق بازمی‌گردند. فاصله ییلاق و قشلاق عشایر این روستا، در حدود ۱۰ کیلومتر است. کشت آبی و دیم در روستا رواج دارد و مهم‌ترین محصولات زراعی آن شامل گندم، جو و تره‌بار می‌باشد. انار و لیموترش و لیمو شیرین و انگور و انجیر و… از جمله محصولات باغی روستای مارین به‌شمار می‌آیند. گوشت قرمز و انواع لبنیات مانند ماست، کره، کشک، دوغ و روغن حیوانی به وفور در روستا تولید می‌شود. زنان و دختران روستای مارین در کنار فعالیت‌های زراعی به تولید صنایع دستی مانند گلیم، قالی، توبره و جاجیم نیز می‌پردازند.

## جاذبه‌های گردشگری
مارین با داشتن آب وهوای مساعد و مناظر دیدنی، مکان مناسبی برای گردشگران و مسافران در تابستان و فصل گرما است. شرایط آب و هوایی، نوع معماری و بافت تاریخی و زیبای این روستا باعث شده تا مردم و گردشگران از آن به عنوان ماسوله دوم در جنوب یاد کنند. جوشش چشمه‌های مارین از دل زمین که خواص معدنی نیز دارند همچنین وجود باغستان‌های زیبا و انبوه گردشگاهی بکر در کنار روستای مارین به وجود آورده‌است. وجود بقعه متبرکه امامزاده بی بی حمیده خاتون (س) از نوادگان امام موسی کاظم (ع) در کنار این روستا بر جذابیت این منطقه افزوده و میهمانان در بدو ورود به روستای مارین به زیارت آستان مقدس این بقعه متبرکه می‌روند.
روستای مارین به دلیل شرایط مساعد اقلیمی و چشم‌اندازهای بی‌نظیر طبیعی، همه ساله گردشگران و طبیعت دوستان بسیاری را به سوی خود جلب می‌کند.
استقرار روستا در میان دره‌ای که پیرامون آن را ارتفاعاتی بلند دربرگرفته‌اند، چشم‌اندازهای بدیعی از تلفیق زندگی انسان و طبیعت پدیدآورده است. این ارتفاعات جنگلی، در فصول بهار و تابستان تفرجگاه عمومی مردم روستا و گردشگران است.
پوشش گیاهی و جانوری منطقه با انواع گیاهان دارویی کتیرا، گل‌گاوزبان و گل بنفشه و جانوران و پرندگان وحشی مانند گرگ، روباه، خرگوش، قوچ، میش، گراز، شاهین و کبک، از دیگر جاذبه‌های طبیعی روستا به‌شمار می‌رود.
حواشی دریاچه سد کوثر از جمله جاذبه‌های گردشگری روستای مارین است. دریاچه پشت این سد که در ۱۷ کیلومتری روستای مارین قرار دارد، از قابلیت مناسبی برای ساماندهی ورزش‌های آبی برخوردار است.
مهم‌ترین بنای مذهبی روستای مارین، مقبره امامزاده حمیده خاتون است. مقبره این امامزاده بسیار ساده است. مردم روستا، نذورات خود را وقف امامزاده حمیده خاتون می‌نمایند.

## فرهنگ و آداب
مردم روستای مارین در اعیاد بزرگ ملی و مذهبی مانند نوروز، فطر، قربان و غدیر به جشن و پایکوبی و در ایام محرم و وفات ائمه به عزاداری می‌پردازند. مهم‌ترین مراسم ویژه این روستا، مراسم «کوسه گلین» است که در فصل زمستان و هنگام خشکسالی به منظور طلب باران برگزار می‌شود.
سازهای سرنا، دهل و نقاره، آلات رایج در موسیقی روستای مارین هستند. این سازها، آواها و نغمه‌های محلی را در مراسم مختلف همراهی می‌کنند. در مراسم شادی و عروسی، رقص‌های محلی زیبایی اجرا می‌شود.
از معروف‌ترین بازی‌های رایج در روستا می‌توان به بازی کل کل برد، هفت سنگ، گرنا من کیش، فربجک، ترکه بازی، چوگو و بره غزی اشاره نمود.
پوشاک محلی مورد استفاده مردان این روستا شلوار و پیراهن، جبه، کلاه نمدی، شال، دوال (کمربند)، زناره و کورک می‌باشد. پاپوش مردان اغلب گیوه، گالش و کفش است.
پوشاک زنان روستا، طرح‌ها و رنگ‌های متنوع و زیبایی دارد و مشتمل بر دستمال لاکی یا چارقد لاکی به رنگ مشکی، لچک، دستمال دور سر، دلک (آرخالیق و کت زنانه)، جومه (پیراهن پرچین، و بلند) تنبان، مناگیر (دستبند) و چادر است. پاپوش معمول زنان، نعلین، کفش و گیوه است.
تولید صنایع دستی و بافته‌های پشمی در میان روستائیان و عشایر منطقه متداول است. انواع گلیم، جاجیم، قالی و توبره، مهم‌ترین صنایع دستی و هنری مردم روستای مارین می‌باشد.
معروف‌ترین سوغات روستای مارین را صنایع دست بافت، انار، رب انار، کره، ماست، روغن، کشک و دوغ محلی و مغز بن تشکیل می‌دهد؛ که در این بین تولید مغز بن فقط در انحصار مردم این روستاست…(مغز بن بعد از طی چندین مرحله پخت‌وپز از میوه درخت کوهی بن بدست می‌آید)
آش کارده، آش دوغ، شیربرنج، گونه و نان تیری، از غذاهای محلی معروف و خوش طعم این روستا هستند.